# Jeskyně Su Marmuri
Jeskyně Su Marmuri (marmuri znamená v sardinském jazyce mramor) se nachází na území obce Ulassai v barbarském podregionu Ogliastra ve středovýchodní Sardinii, na svazích slavného Tacco di Ulassai, skalního masivu vápencového původu, který pochází z druhohor, a je považována za jednu z nejpůsobivějších jeskyní v Evropě.

## Popis
Viditelná část, zcela rovná a se dvěma charakteristickými podzemními jezírky, je dlouhá 850 m a nachází se ve výšce 880 m n. m. Zvláštností jeskyně jsou impozantní sály s velmi vysokou klenbou až 70 m, četné kalcitové konkrece, grandiózní stalaktity, stalagmity a sloupy. Největší z nich je Velký sál (Grande Sala), který má obdélníkový tvar a je dlouhý 72 m a široký 30 m, dále Kaktusový sál (Sala del Cactus) se dvěma 20m stalagmity připomínajícími známé exotické sukulentní rostliny, Netopýří sál (Sala dei Pipistrelli), Varhanní sál (Sala dell'Organo), jehož konkrece připomínají tvar píšťal hudebního nástroje, Vachettovu galerii (Galleria delle Vachette) a nakonec Terminálový sál (Sala Terminale).
Fauna jeskyně zahrnuje Ovobathysciola gestroi, podzemního brouka, který se často vyskytuje v jeskyních, výskyt druhu geotriton sardo, zvláštního obojživelníka přizpůsobeného životu v jeskyni  nazývaného Speleomanthes imperialis a také velkou kolonii letounů.